# Haus der Musen

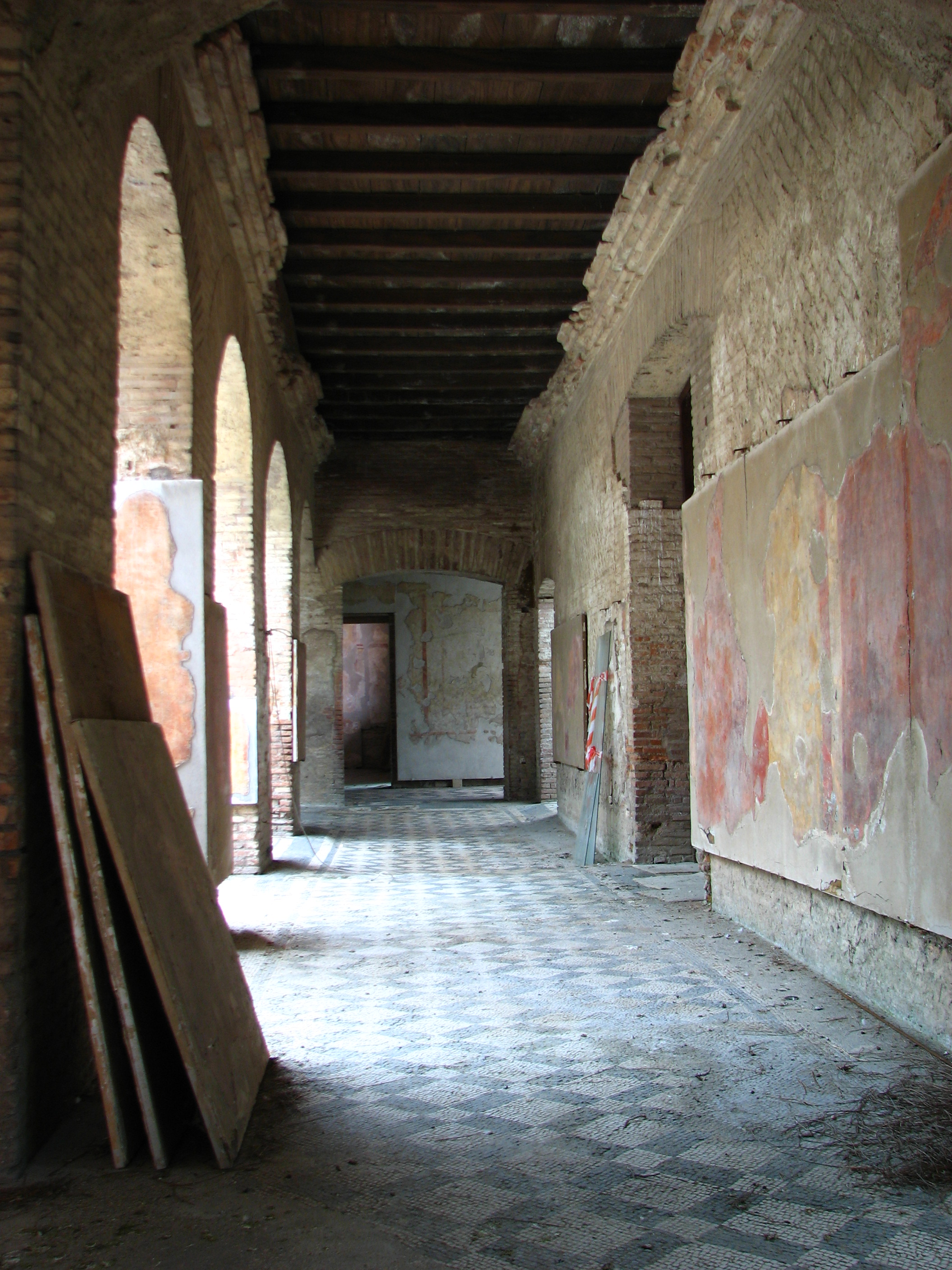
Portikus im Haus der Musen

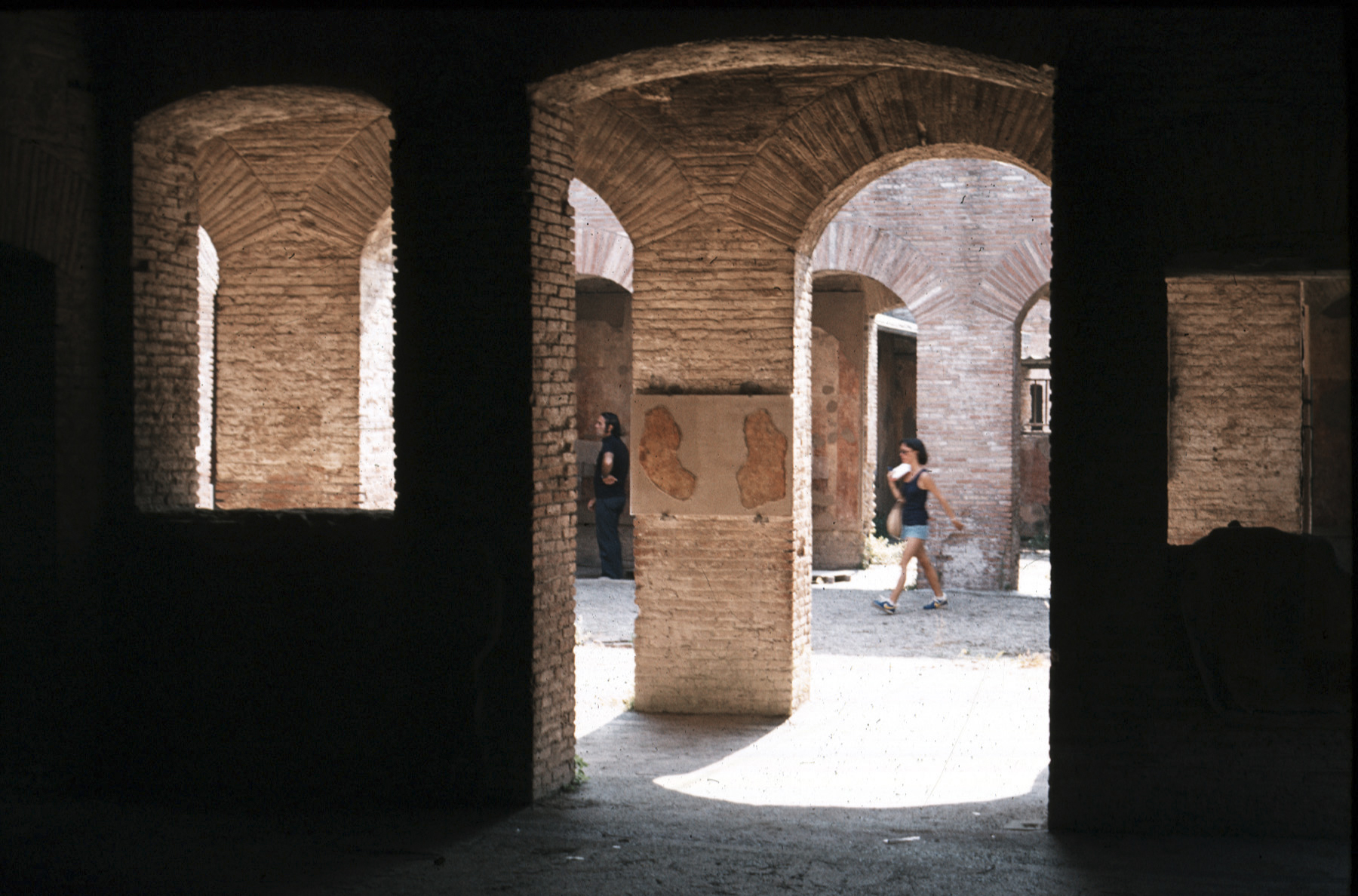
Hof

Das Haus der Musen (Casa delle Muse oder Domus delle Muse – III,IX,22) ist ein vornehmes und gut erhaltenes Haus im antiken Ostia. Das Haus wurde im Oktober 1939 bei den Grabungen unter der Leitung von Guido Calza gefunden.
Es wurde unter Hadrian erbaut und war bis mindestens ins 4. Jahrhundert hinein bewohnt. Das Haus hat einen zentralen Hof, der von Arkaden umgeben ist, und ist mit einer Fläche von 749 m² eines der größten Wohnhäuser der antiken Stadt. Im Erdgeschoss befinden sich vierzehn Zimmer, die sich um den Hof gruppieren. Zur Straße hin gab es daneben aber auch noch Läden. Das Haus ist vor allem wegen seiner für Ostia relativ gut erhaltenen Wandmalereien bemerkenswert, die einen Eindruck von der Ausstattung eines reichen Hauses des 2. Jahrhunderts vermitteln. In fast allen Räumen fanden sich zudem schwarz-weiße Mosaiken. An den Wänden sind überdies zahlreiche Graffiti erhalten; so gibt es zum Beispiel ein Bild des Leuchtturms von Ostia und eine Zeichnung der Trajanssäule. Zwei Treppenhäuser belegen mindestens ein weiteres Stockwerk. Die Stärke der Mauern deutet darauf hin, dass es vielleicht sogar zwei weitere Stockwerke gab.
Der allgemeine Charakter dieses Hauses, in dem sicherlich ausgesprochen reiche Bewohner von Ostia lebten, bleibt unklar. Zumindest das Erdgeschoss gehörte, abgesehen von einigen Läden, anscheinend nur einer Familie, sodass man von einem Einfamilienhaus (domus) sprechen möchte. Doch fand sich ein Treppenhaus getrennt von dieser Wohnung, sodass in den Obergeschossen offensichtlich andere Familien wohnten und die ganze Anlage anscheinend ein reiches Mietshaus darstellte. Die Raumverteilung im Erdgeschoss ist ausgesprochen großzügig. Während in anderen Teilen der dicht bebauten Stadt immer wieder zu beobachten ist, dass man Platz sparen musste, ist das hier nicht zu beobachten. Das Haus der Musen ist Teil eines großen Wohnkomplexes, der modern als die Gartenhäuser bezeichnet wird. Vielleicht lebte im Haus der Musen der Besitzer dieser anspruchsvollen Wohnanlage.

## Beschreibung der Räume
Bei Raum I handelt es sich um die Fauces, deren Fußboden ein geometrisches Mosaik zeigt, das ein schwarz-weißes Schachbrettmuster aufweist. Die Wände zeigten einst rote und gelbe Felder. Die Malereien sind heute aber zum großen Teil verschwunden. Bei Raum II handelt es sich um den Hof des Hauses, der mit 3,13 hohen Arkaden ausgestattet ist. Der Umgang ist mit einem schwarz-weißen Mosaik ausgelegt, das größere und kleinere Quadrate und Rechtecke zeigt. Der eigentliche Hof ist mit einem einfachen, weißen Mosaik geschmückt. Die Wände zeigen rote und gelbe Felder. Raum III befindet sich direkt neben den Fauces. Er besitzt einen Eingang zu den Fauces und zur Straße hin. Die letztere Tür wurde in späterer Zeit in der unteren Hälfte zugemauert, sodass ein Fenster entstand. Der Raum ist weitestgehend undekoriert und mag die Küche der Wohnung beherbergt haben. Bei Raum IV handelt es sich um ein Cubiculum (Schlafzimmer). Das Zimmer hat ein schwarz-weißes Fußbodenmosaik mit einem Quadratnetzmuster. Die Wände waren zunächst mit roten Feldern bemalt, die später mit gelber Farbe überstrichen wurden.

### Das namensgebende Zimmer mit den Musen, Raum V
In Raum V befinden sich die Bilder von Apollo und den Musen, von denen sich der moderne Name des Hauses ableitet. Die Wände sind vertikal als auch horizontal dreigeteilt. Sie haben einen Sockel, eine Hauptzone und eine Oberzone, ein Mittelfeld und zwei Seitenfelder. Die Sockelzone ist dunkel. Die Wände werden durch jeweils zwei Säulen in drei Teile geteilt, wobei die Säulen in die Sockelzone hinunter reichen. Links und rechts von den Säulen sieht man in einem Zwischenfeld Durchblicke und leichte Architekturen. Die Mittelfelder der Kurzwände sind gelb, die Seitenfelder jeweils rot. In den Langwänden befinden sich in den Mittelfeldern jeweils ein Fenster und auf der anderen Seite der Eingang. In den Mittelfeldern steht eine Muse und in der zentralen Wand Apollon. Die Reihenfolge der Musen auf den Seitenfeldern beginnt wohl auf der linken Seite, neben der Tür. Man sieht Klio, die Muse der Geschichte. Sie trägt einen weißen Chiton mit einem blauen Mantel mit einem Diptychon in der einen und einem Stilus in der anderen Hand. Es folgt Thalia auf der linken Wand. Sie ist die Muse der Komödie und hält eine Komödiantenmaske in der einen Hand und eine Papyrusrolle in der anderen. Euterpe, die Muse der Musik, steht im gelben Mittelfeld. Sie ist aber nur sehr schlecht erhalten. Darauf folgt Melpomene. Die folgende Muse, Terpsichore, ist fast vollkommen zerstört und befand sich auf der Wand gegenüber vom Eingang. Es folgt das Fenster und dann Erato. Die rechte Wand zeigt Polyhymnia, dann Apollon (im gelben Mittelfeld) und dann Urania. Als letzte, rechts von der Tür, ist Kalliope dargestellt. Die Reihenfolge der Musen entspricht mit einer Ausnahme der in Hesiods Theogonie, was anscheinend eine bewusste Entscheidung war, da in anderen erhaltenen Wandmalereien Musen in anderer Ordnung erscheinen. Die Malereien wurden zunächst unter Hadrian, zur Zeit als das Haus errichtet wurde, datiert. Wahrscheinlicher sind sie aber später und datieren in antoninische Zeit. Der Putz der Malereien verdeckt spätere Verkleinerungen der Tür und des Fensters. Stilistisch fällt auf, dass die Architekturen der Wand kaum räumliche Tiefe aufweisen, was im Gegensatz zu den anderen Architekturmalereien des Hauses steht.

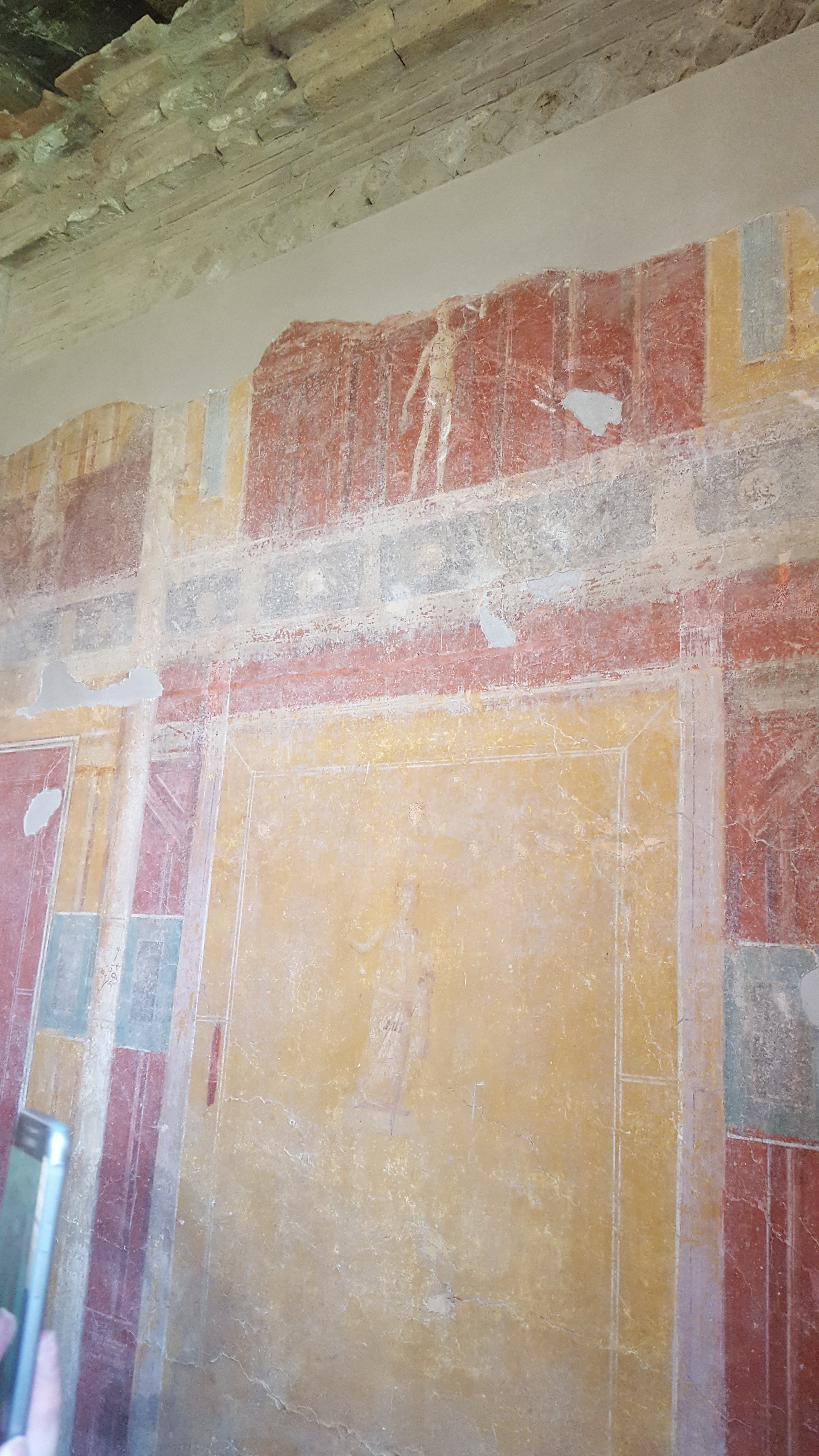
Die linke Wand mit Euterpe im zenralen Feld
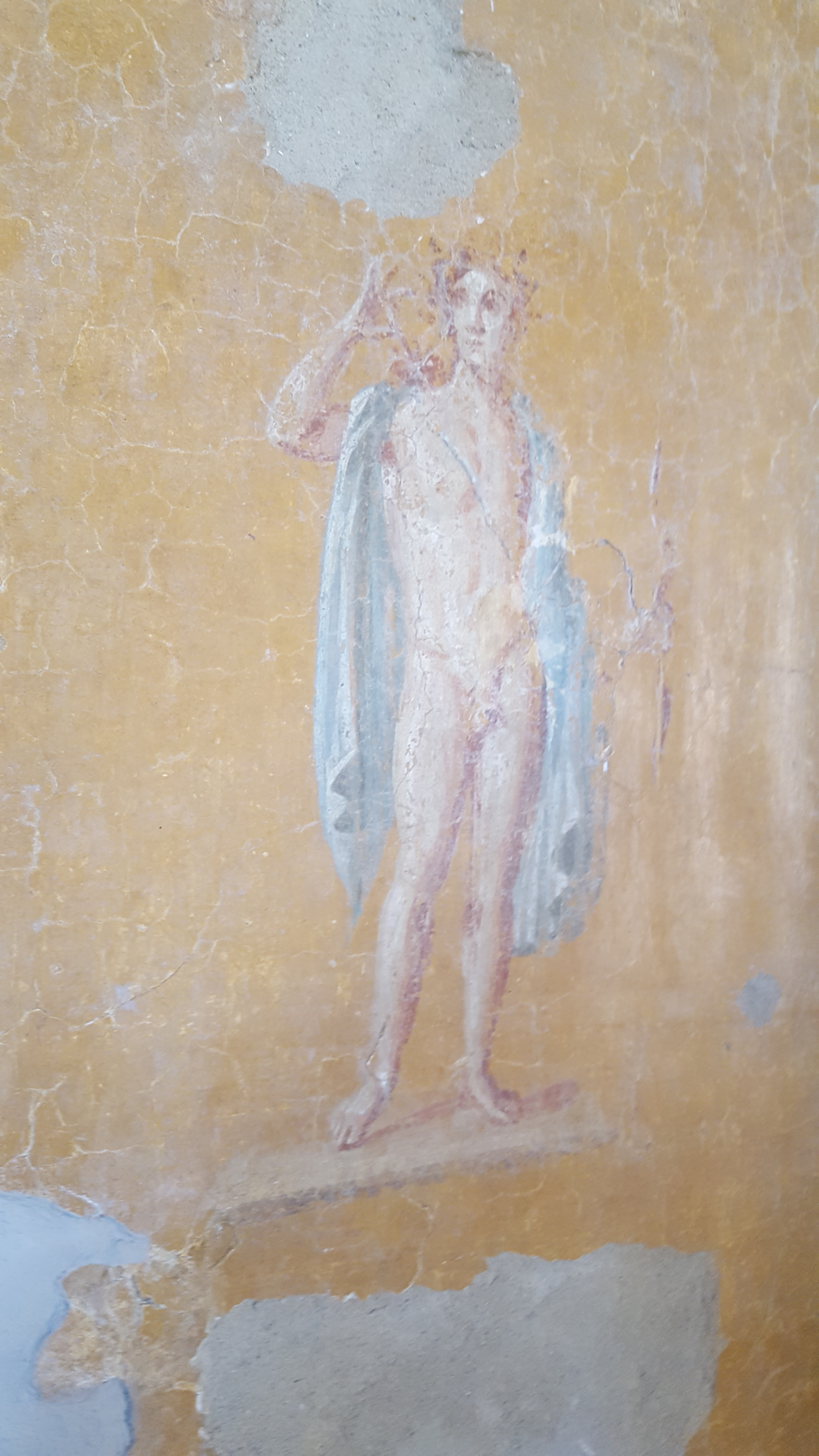
Apollon
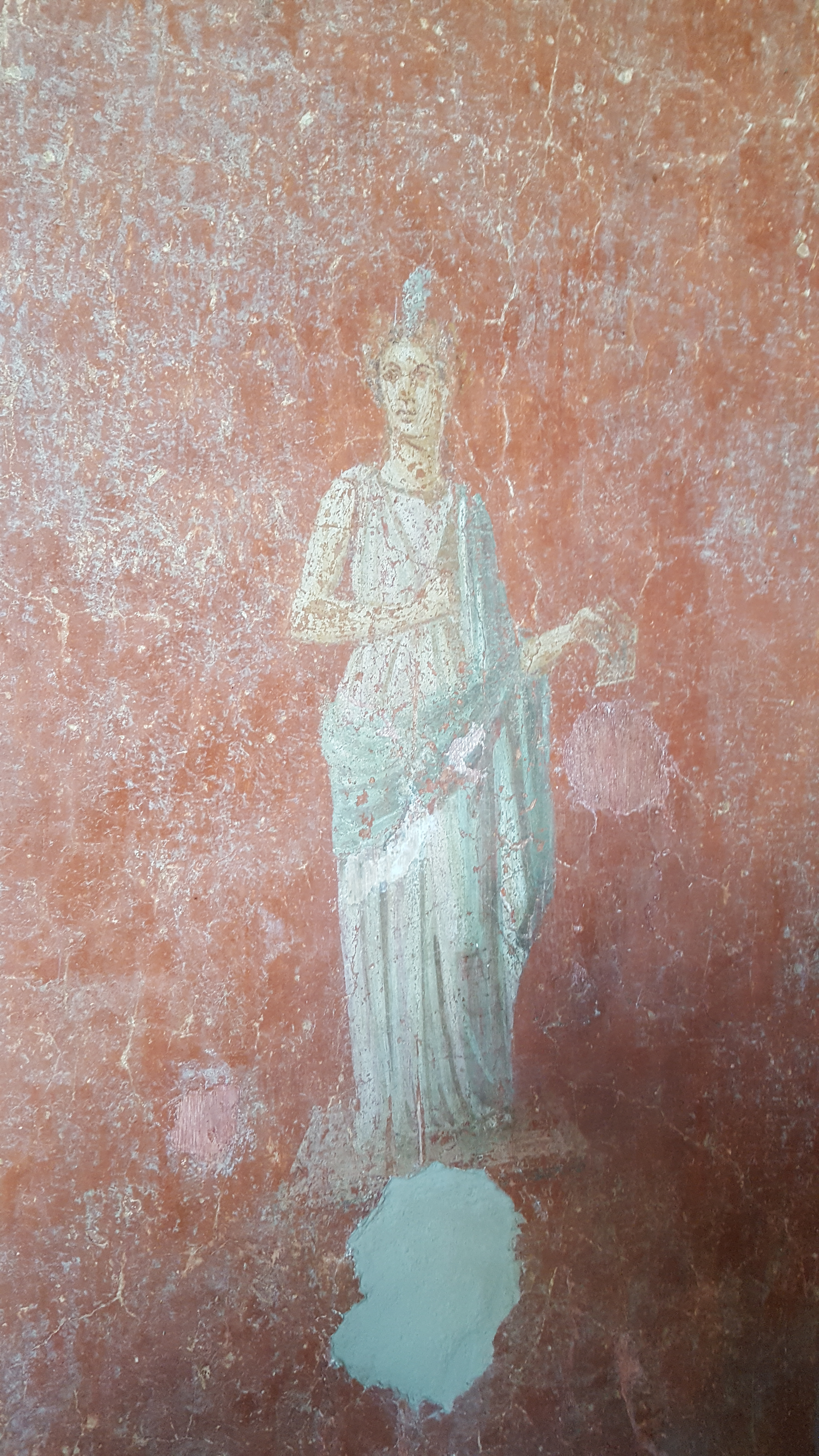
Clio, Muse der Geschichte
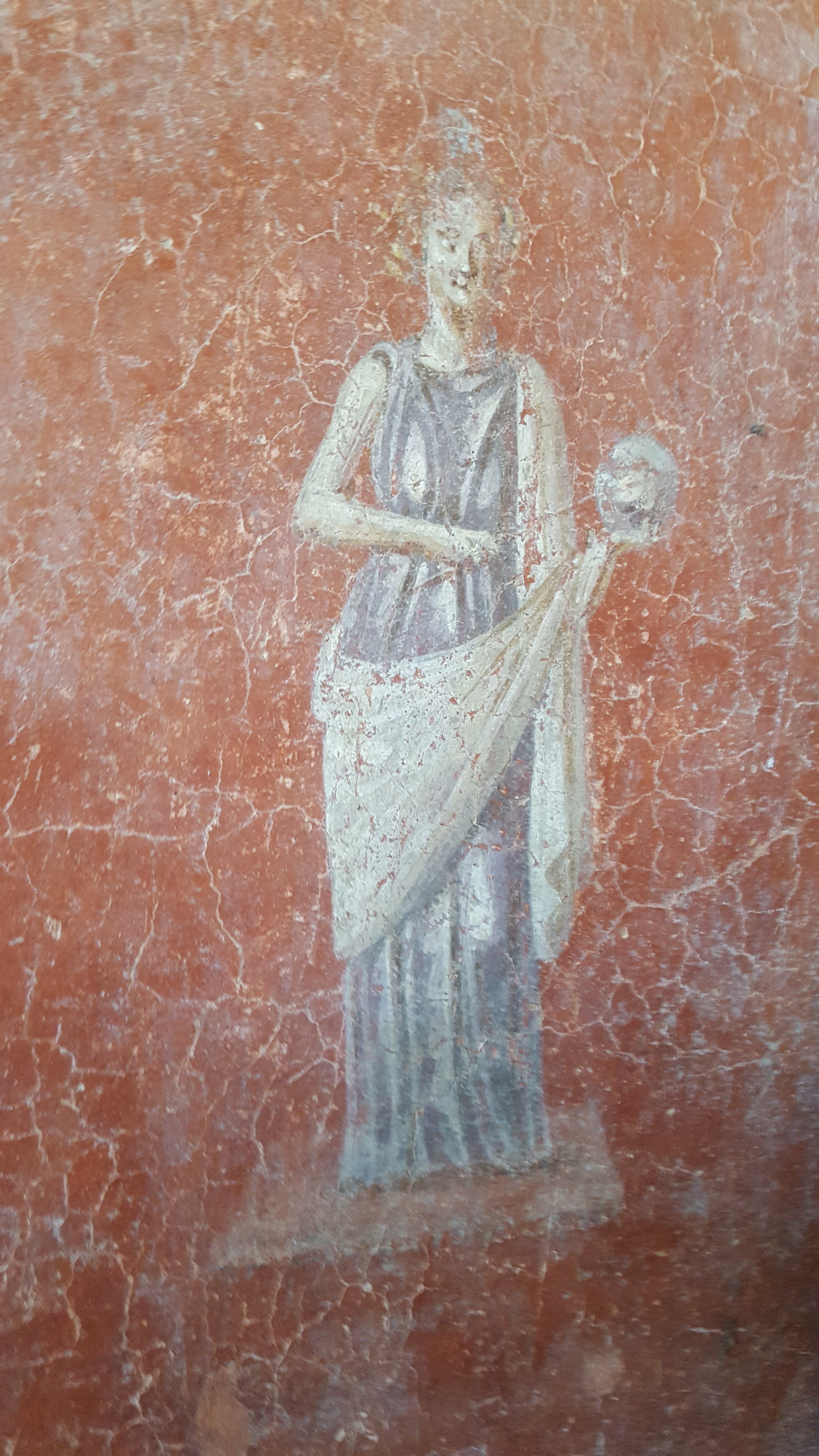
Urania, Muse der Astronomie
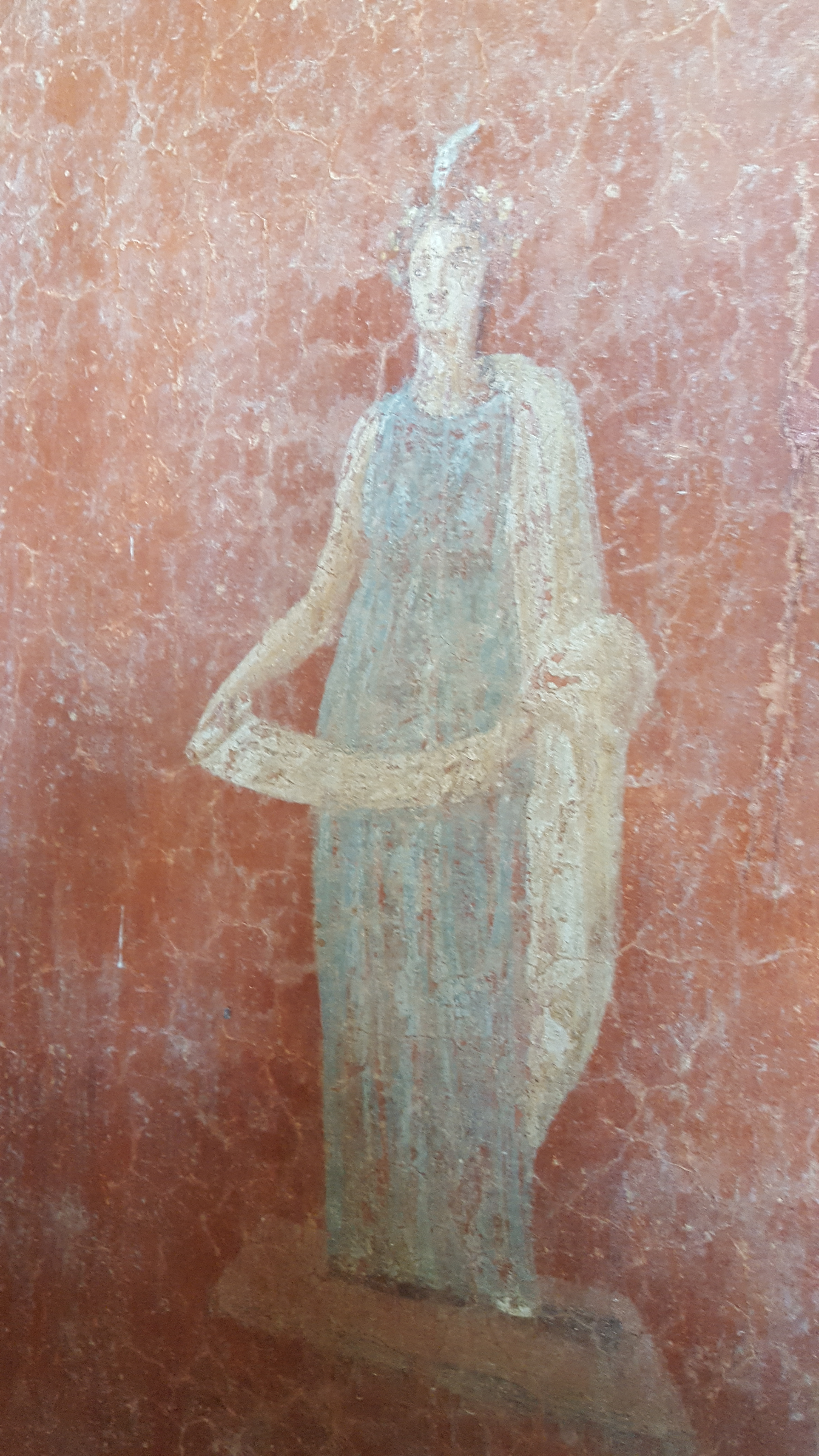
Calliope, Muse der epischen Dichtung
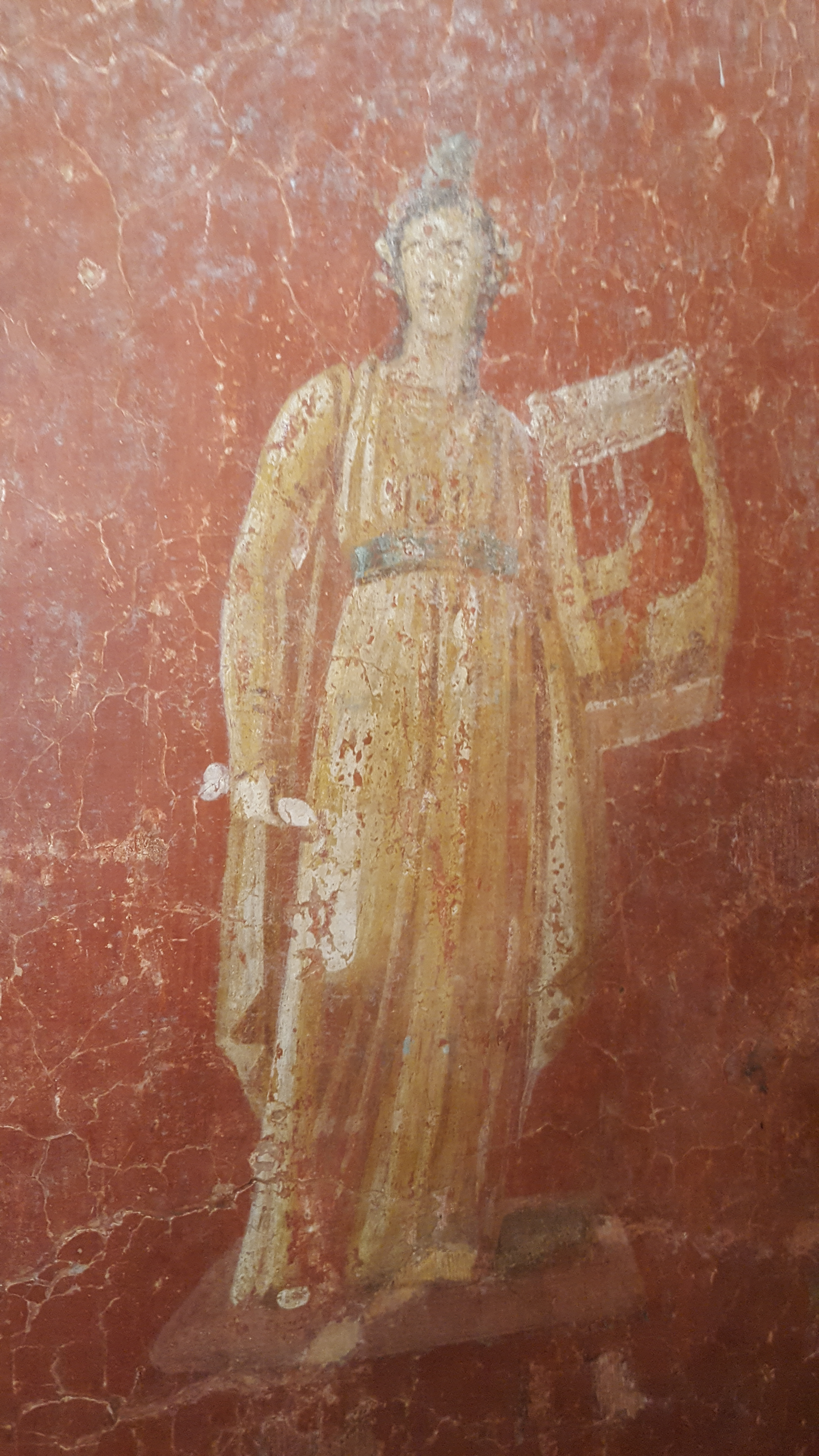
Erato, Muse des erotischen Gesangs

### Räume VI bis VIII
Bei Raum VI handelt es sich auch um ein Cubiculum. Das Fußbodenmosaik zeigt Kreise und kleine Dreiecke. Die Wände zeigen schwarze, rote und gelbe Felder, die von schmalen Feldern, in denen Säulen stehen, getrennt sind. Raum VII ist ein Korridor, der Raum VI und die Zimmer VIII und IX verbindet. Der Boden hat wiederum ein Mosaik, das Quadrate zeigt. Die Wände waren bemalt. Zunächst gab es eine Dekoration mit gelben und roten Feldern, die später durch Feldermalerei mit zentralen Figuren auf hellem Grund ersetzt wurde. Raum VIII war wahrscheinlich wiederum ein Cubiculum. Der Boden des in etwa quadratischen Raumes hat ein relativ aufwendiges Mosaik mit einem Medaillon in der Mitte und S=förmigen Voluten. Das Mosaik wurde in späterer Zeit mit schwarzen Steinchen ohne Muster repariert. Die Wände waren zunächst mit weißen Feldern, die rote und gelbe Rahmungen hatten, dekoriert. Später wurde der Raum mit einer Dekoration, die aus roten und gelben Feldern besteht, übermalt.

### Raum IX

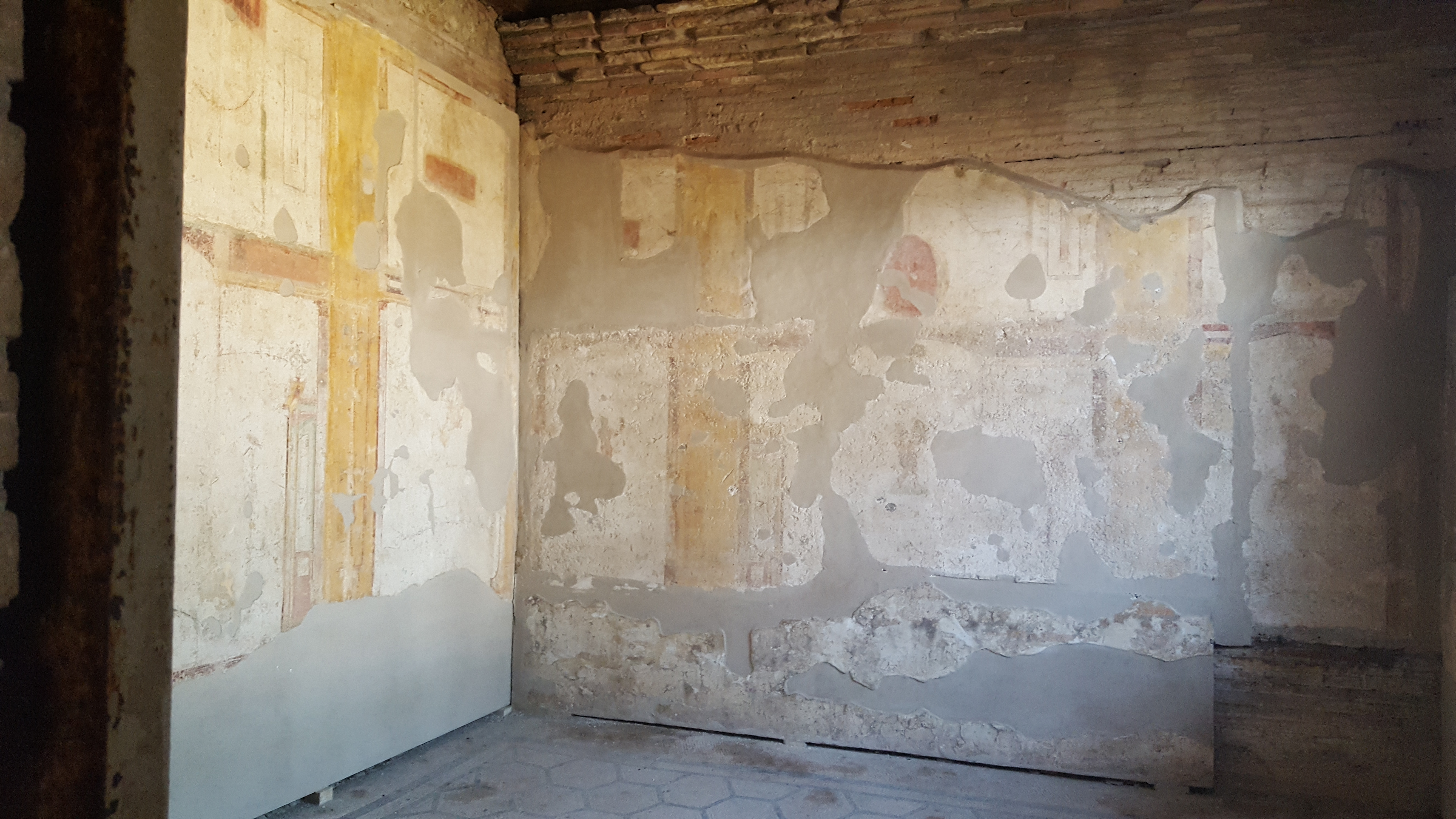
Raum IX

Die Wandmalereien aus Raum IX zeigen weiße Felder in zwei Registern, die von rötlich-gelben schmalen Feldern getrennt werden. In den schmalen Feldern finden sich gemalte Kandelaber. Die weißen Hauptfelder zeigen eine Figur in der Mitte und an den Seiten leichte Architekturen. Im oberen Register finden sich in der Mitte Spiegel mit einer Figur und in den Seitenfeldern gemalte Tafelbilder. Der helle Untergrund der Malereien war offensichtlich eine bewusste Entscheidung, da dieses Zimmer kein Fenster nach außen hat. Die einzigen Lichtquellen sind die Tür und ein Fenster, dass sich zum Raum VIII öffnet. Bei den Figuren dominieren Dionysos und Figuren um diesen Gott, wie Mänaden. Dionysos selbst erscheint im Zentrum auf der Südwand. Auf derselben Wand sind Mänaden wiedergegeben. Auf der Ostwand erscheint Pan, der in diversen Erzählungen im Gefolge des Dionysos erscheint.

### Räume X bis XIX
Raum X ist das Triclinium des Hauses. Der Eingang öffnet sich zum Hof. Links und rechts befinden sich Fenster. Der Fußboden hat ein aufwendiges Mosaik in Schwarz-Weiß. Die Wände wurden mindestens zweimal bemalt. In der ersten Phase gab es gelbe und rote Felder und aufwendige Architekturen, die an den 2. Stil erinnern. In diesen Architekturen standen mythologische Figuren, von denen jedoch nur wenige erhalten sind. In der zweiten Phase imitierten die Wandmalereien in diversen Farben eine Marmorverkleidung (Opus sectile).

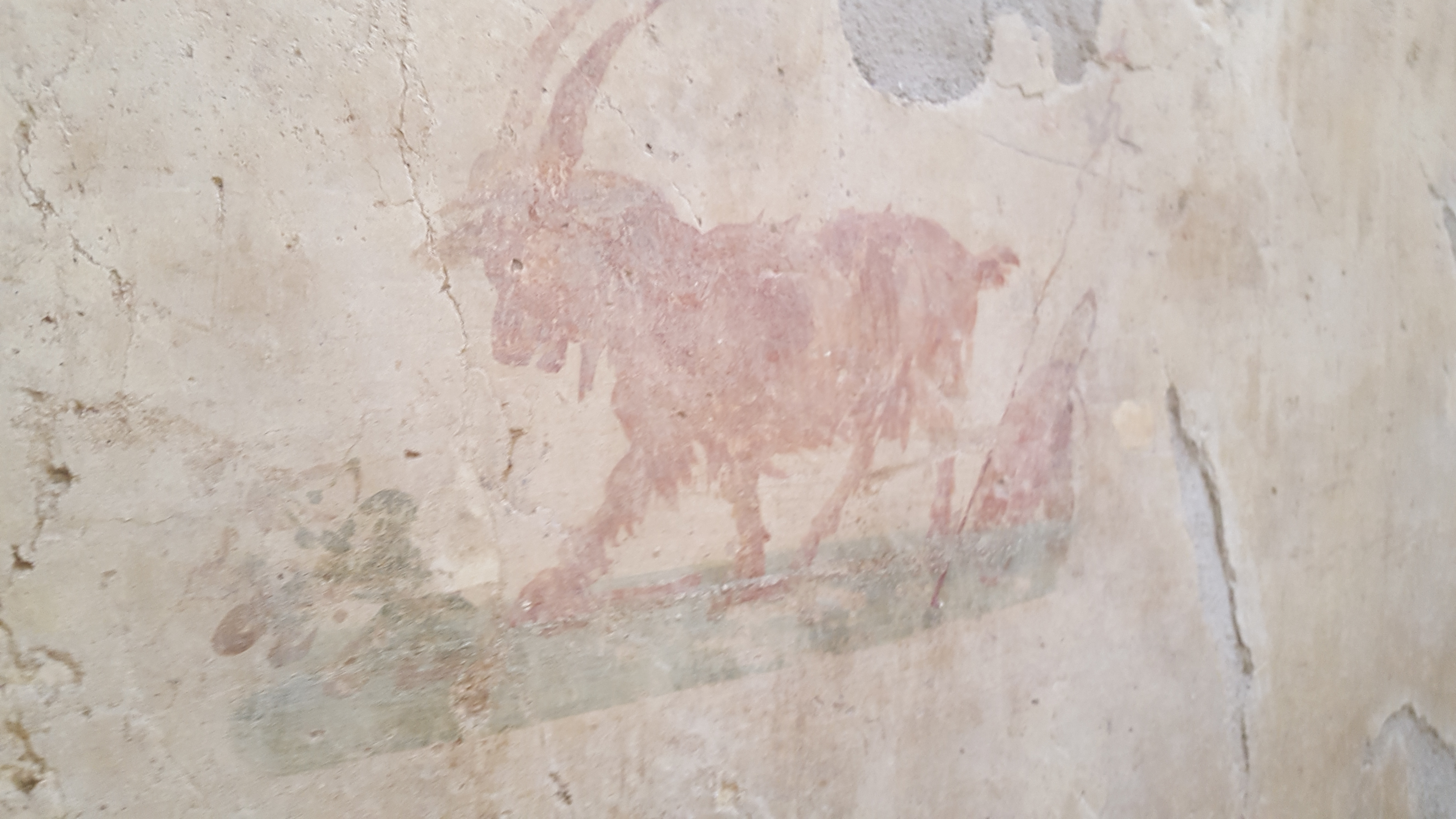
Bild einer Ziege, Raum XVI

Raum XI ist der Serviceraum für das Triclinium. Das Zimmer hat ein einfaches Schwarzweißmosaik. Die Malereien auf den Wänden zeigen wiederum zwei Dekorationsphasen. Beide Phasen zeigen Felder und Architekturen, in denen Tiere und Figuren stehen. Bei Raum XII handelt sich um einen Flur. Daneben liegt Raum XIII, in dem sich eine Treppe zum Obergeschoss befindet. Beide Räume haben keine Verbindung zum Rest des Hauses, sodass man vermuten kann, dass das Obergeschoss von einer oder mehreren anderen Familien bewohnt wurde. Raum XIV war ein Serviceraum für das nebenan liegende Tablinum. Ein großer Raum (XV) liegt daneben und öffnet sich zum Hof. Er war einst mit einem Mosaik ausgestattet, das heute aber nur noch schlecht erhalten ist. Die Wände waren mit schwarzen, gelben und roten Feldern bemalt. Der Raum nahm einst die Höhe von zwei Stockwerken ein. Es mag sich um das Tablinum der Wohnung gehandelt haben. Bei Raum XVI handelt es sich wiederum um einen Serviceraum, der durch eine Tür direkt mit dem Tablinum verbunden ist. Der Boden hat ein einfaches Mosaik. Die Wände sind hell mit einem Feldermuster auf weißem Grund bemalt. Als Zentralmotive sieht man Tiere; zu erkennen sind eine Ziege, eine Antilope und eine Raubkatze. Bei den Räumen XVII und XVIII handelt es sich um zwei Läden, die sich zur Straßen öffnen. In späterer Zeit wurden sie durch eine Tür miteinander verbunden. In der Wand von Raum XVII befindet sich eine ausgemalte Nische, die ebenfalls später in die Wand geschlagen wurde. Sie beinhaltete wahrscheinlich eine Götterstatuette.
Bei Raum XIX handelte es sich vielleicht um einen Warteraum für Besucher. Der Raum öffnet sich zur Straße hin und gegenüber auch direkt zum Hof des Hauses. Der Boden hat ein schwarz-weißes Mosaik mit geometrischem Muster. Die Wände zeigen gelbe und rote Felder.

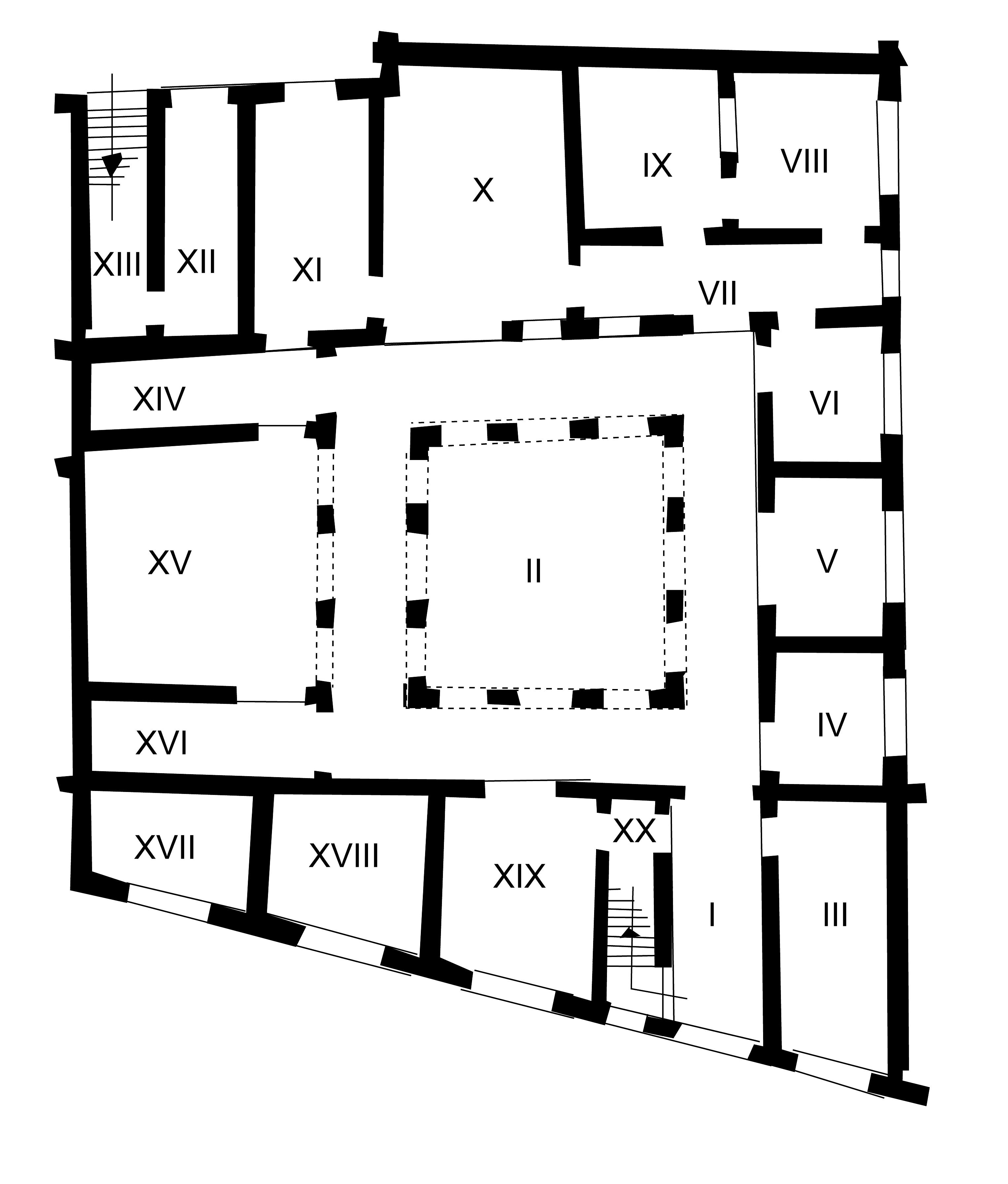
Grundriss des Hauses
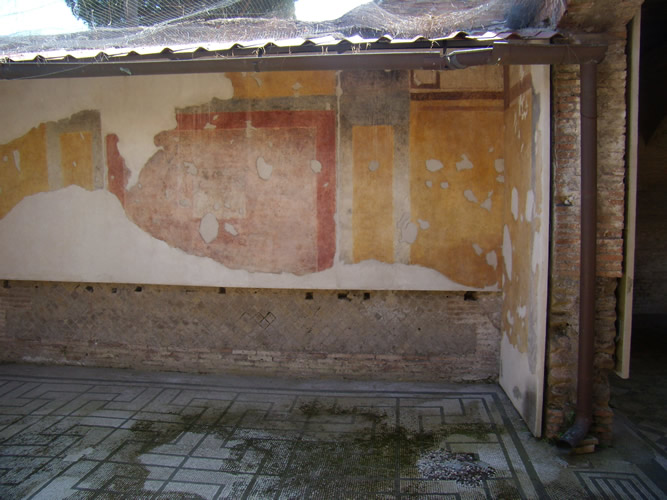
Raum XIX
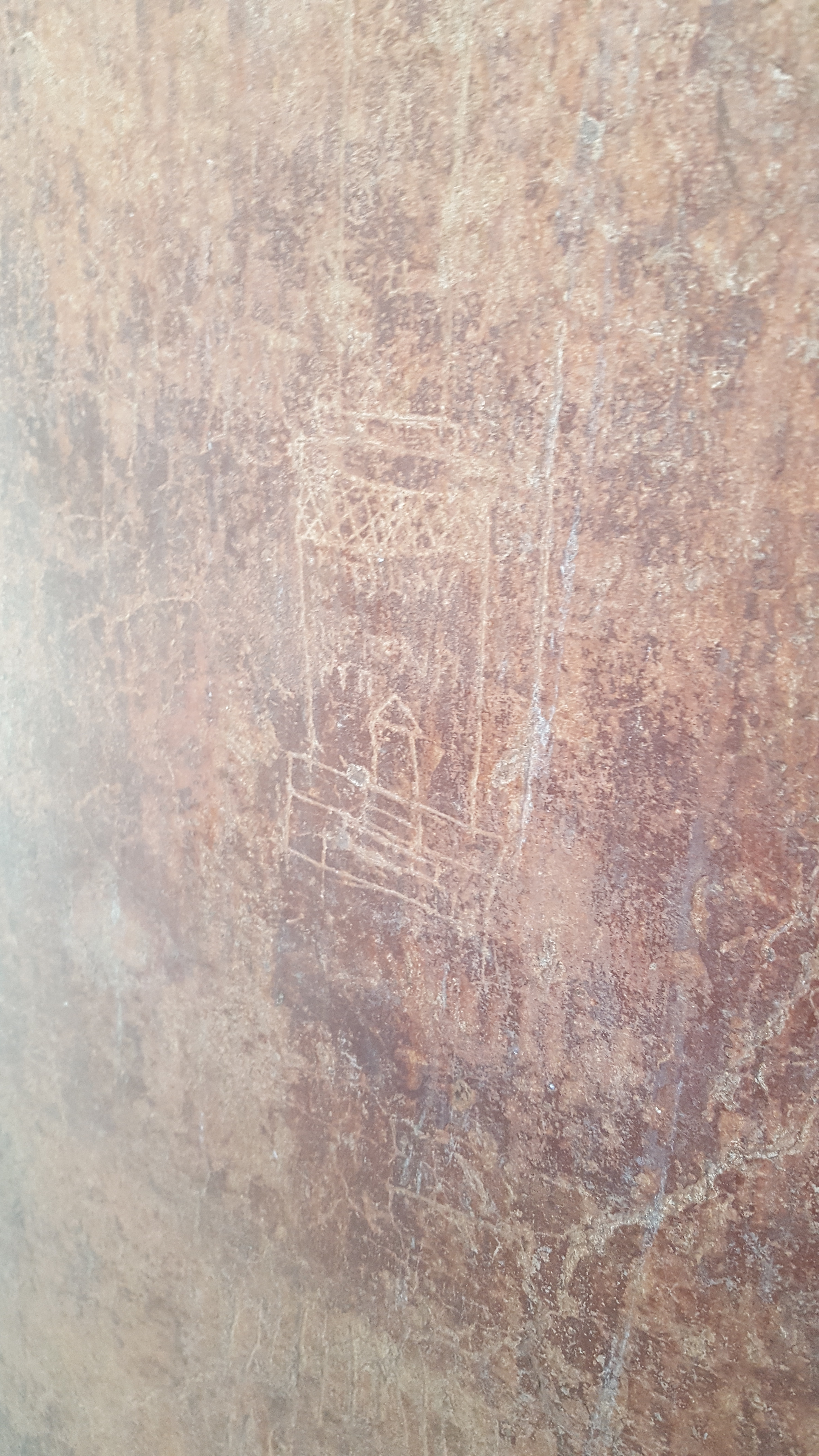
Graffiti, vielleicht die Trajanssäule